# Llangyfelach
Llangyfelach är en community i Storbritannien.   Den ligger i kommunen Swansea och riksdelen Wales, i den södra delen av landet, 270 km väster om huvudstaden London.